# Monteceneri
Monteceneri är en kommun  i distriktet Lugano i kantonen Ticino i Schweiz. Kommunen har 4 683 invånare (2023).
Kommunen bildades den 21 november 2010 genom en sammanslagning av kommunerna Rivera, Camignolo, Bironico, Sigirino och Medeglia.
I den norra delen av kommunen ligger bergspasset Monte Ceneri som gett kommunen dess namn.
| Kommundel | Invånare 31 dec 2020 |
| --------- | -------------------- |
| Rivera    | 2 043                |
| Sigirino  | 665                  |
| Camignolo | 894                  |
| Bironico  | 625                  |
| Medeglia  | 370                  |